# فراديس (لا كرونيا)
بلدية فراديس (بالإسبانية: Frades)‏، هي إحدى بلديات مقاطعة لا كرونيا إحدى مقاطعات إسبانيا، و التي تقع في منطقة جليقية شمال غرب إسبانيا.
يبلغ عدد سكانها 3.019 نسمة وفقاً لإحصائية سنة (2002).